# ヴォーカリーズ (アルバム)
『ヴォーカリーズ』（Vocalese）は、アメリカ合衆国のジャズ・コーラス・グループ、マンハッタン・トランスファーが1985年にアトランティック・レコードから発表したスタジオ・アルバム。作詞家のジョン・ヘンドリックスに捧げられた作品で、ヘンドリックス自身もゲスト参加した。

## 反響
アメリカでは総合アルバム・チャートのBillboard 200で74位に達し、『ビルボード』のジャズ・アルバム・チャートでは2位を記録した。スウェーデンでは1985年8月23日付のアルバム・チャートで初登場16位となり、5回（10週）トップ60入りしたが、同国では本作を最後に、トップ60ヒットは出ていない。

## 評価
本作は第28回グラミー賞で最優秀ジャズ・ボーカル・パフォーマンス賞（デュオまたはグループ）を受賞した。収録曲「アナザー・ナイト・イン・チュニジア」は、ゲスト・ボーカリストのジョン・ヘンドリックスとボビー・マクファーリンが最優秀ジャズ・ボーカル・パフォーマンス賞（男性）を受賞し、マクファーリンは最優秀ボーカル・アレンジメント賞も受賞した。
スコット・ヤナウはオールミュージックにおいて5点満点中4.5点を付け「グループのジャズ・アルバムとしては特に優れた作品の一つで、この手の作品としては最高級である」と評している。

## 収録曲
全曲とも作詞はジョン・ヘンドリックスにより、下記のクレジットには作曲者を記載。
1. ザッツ・キラー・ジョー - "That's Killer Joe" (Benny Golson) - 5:04
2. ランボー - "Rambo" (J. J. Johnson) - 3:21
3. エアジン - "Airegin" (Sonny Rollins) - 3:21
4. トゥ・ユー - "To You" (Thad Jones) - 3:54
5. ミート・ベニー・ベイリー - "(You Should) Meet Benny Bailey" (Quincy Jones) - 3:32
6. アナザー・ナイト・イン・チュニジア - "Another Night in Tunisia" (Dizzy Gillespie, Frank Paparelli) - 4:14
7. レイズ・ロックハウス - "Ray's Rockhouse" (Ray Charles) - 5:07
8. ブリー・ブロップ・ブルース - "Blee Blop Blues" (Count Basie) - 3:05
9. オー・イエス、アイ・リメンバー・クリフォード - "Oh Yes, I Remember Clifford" (B. Golson) - 3:49
10. シング・ジョイ・スプリング - "Sing Joy Spring" (Clifford Brown) - 7:11
11. ムーヴ - "Move" (Denzil Best) - 2:51

## 参加ミュージシャン
- ティム・ハウザー、シェリル・ベンティーン、アラン・ポール、ジャニス・シーゲル - ボーカル

アディショナル・ミュージシャン
- フォー・フレッシュメン（英語版）（Bob Flanigan, Mike Beisner, Rod Henley, Autie Goodman） - ボーカル(on #4)
- ジョン・ヘンドリックス（英語版） - ボーカル(on #6, #7)
- ボビー・マクファーリン - ボーカル、ボイスパーカッション、ボイスベース(on #6)
- カウント・ベイシー・オーケストラ（英語版）(on #2, #8)
  - サド・ジョーンズ - 音楽監督(on #2, #8)
- ウェイン・ジョンソン - ギター(on #1, #3, #5)、バンジョー(on #5)
- フレディ・グリーン - ギター(on #2, #8)
- ヤロン・ゲルショフスキー - ピアノ(on #2, #3, #5)、シンセサイザー(on #1)
- トミー・フラナガン - ピアノ(on #4)
- マッコイ・タイナー - ピアノ(on #9)
- ウォルター・デイヴィス・ジュニア - ピアノ(on #10)
- ディック・ハインドマン - ピアノ(on #11)
- ジョン・バーンズ - シンセサイザー(on #7)
- レイ・ブラウン - ベース(on #2, #8)
- アレックス・ブレイク - ベース(on #3, #5)
- リチャード・デイヴィス - ベース(on #4)
- ロン・カーター - ベース(on #9)
- ジョン・パティトゥッチ - ベース(on #10)
- マーシャル・ホーキンス - ベース(on #11)
- ジョン・ロビンソン - ドラムス(on #1)
- グラディ・テイト - ドラムス(on #2, #8, #9)
- ラルフ・ハンフリー - ドラムス(on #3, #5, #10, #11)
- フィリー・ジョー・ジョーンズ - ドラムス(on #4)
- ケイシー・ヤング - プログラミング(on #1)
- クレイグ・ハリス - プログラミング(on #7)
- ディジー・ガレスピー - トランペット(on #10)
- デニス・ウィルソン - トロンボーン(on #9)
- リッチー・コール - アルト・サクソフォーン(on #11)
- ドン・ロバーツ - テナー・サクソフォーン(on #9)、バリトン・サクソフォーン(on #5, #11)